# Otice
Obec Otice (něm. Ottendorf) se nachází na území historického Slezska v okrese Opava v Moravskoslezském kraji. Žije zde přibližně 1 500 obyvatel.
Ve vzdálenosti 3 km severovýchodně leží statutární město Opava, 10 km východně město Kravaře, 17 km jihozápadně město Vítkov a 19 km jižně město Bílovec. Nejvyšším bodem Otic je Kamenná hora s přírodní památkou Otická sopka, na které se dříve jezdily motokrosové závody. Obcí protéká řeka Hvozdnice, která je přírodní rezervací Hvozdnice. Významné osobnosti spjaté s Oticemi jsou učitel František Mader, řídící učitel školy v Oticích, a modelka Karolína Mališová.

## Název
Nelze rozhodnout, zda je původní německé Ottendorf nebo české Otice. Obě jména byla založena na osobním jméně Oto/Ota (německé jméno znamenalo "Otova ves", české "Otovi lidé").

## Historie
První písemná zmínka o obci pochází z roku 1318.

## Pamětihodnosti
- Kaple Nejsvětější Trojice v části obce Rybníčky
- Kaple svatého Tadeáše
- Kaple Zvěstování Panny Marie

## Ekonomika
V Oticích se pěstuje a vyrábí Otické kysané zelí.

## Doprava
Obcí prochází železniční trať Opava východ - Svobodné Heřmanice na které leží železniční zastávka Otice. Je součástí ODIS jako linka V14. Pravidelný provoz osobní dopravy byl ke dni 7. 4. 2014 ukončen. Vesnici prochází také silnice druhé třídy II/443 a II/461.